# Yawning Man
Yawning man is een Amerikaanse experimentelerockband uit La Quinta, Californië. De band is oorspronkelijk gevormd in 1986, hoewel ze geen studio-opnames hebben vrijgegeven tot 2005. Ze zijn opgemerkt als een van de eerste invloedrijke bands in de Palm Desert Scene en de band die begon (onder leiding van Mario Lalli) met het geven van generator parties in de woestijn. De band werd uiteindelijk bekend doordat de stonerrockbandlegende Kyuss hun nummer "Catamaran" coverde op het album ...And the Circus Leaves Town.

## Biografie
De bandleden van Yawning Man speelden sinds 1986 samen in verschillende bands. Door deze bands veranderde hun geluid steeds meer naar het geluid wat uiteindelijk Yawning Man zou worden.
De band startte als Dead Issue tijdens hun schooltijd. De band bestond uit bassist Scott Reeder, drummer Alfredo Hernández, gitarist Mario Lalli en gitarist-zanger Herb Lineau. Nadat Lineau de band had verlaten, werd de bandnaam veranderd in Across the River. Reeder verliet de band om als bassist bij de band Kyuss te spelen. Hernández en Lalli voegden Larry Lalli als bassist en Gary Arce als gitarist toe aan de band. Ze veranderen de bandnaam in 1987 in Englenhook. Met deze band werkten ze steeds meer toe naar het geluid wat uiteindelijk Yawning Man werd.
Yawning Man werd oorspronkelijk opgericht in 1986 door leden Gary Arce en Alfredo Hernández die later werden versterkt door de neven Mario Lalli en Larry Lalli. De band begon met urenlange jams te spelen in het tweede huis van de ouders van de Lalli's (La Quinta, Californië) waar ze woonden en ook feesten gaven. Dit gebeurde eerst in de garage. La Quinta was onontwikkeld in tegenstelling tot tegenwoordig waardoor er weinig gelegenheden waren om op te treden. De bandleden gingen vaak naar Los Angeles om optredens bij te wonen van andere bands. Daar ontmoeten ze filmmaker en muzikant Dave Travis. Deze bracht het idee om concerten en feesten te geven in de woestijn.
De band verhuisde al snel met hun optredens naar de woestijn. Hier werden ze vooral bekend om de marihuana gedreven instrumentale jams tijdens 'generator parties'. Het was de eerste band die hiermee begon. Een generator werd in de woestijn neergezet waarop alle instrumenten werden aangesloten. Dave Travis kwam in het begin met een bus vol mensen uit Los Angeles naar de woestijn om de band live te zien spelen. Later werden de "generator parties" ook een begrip in de omgeving. Vele jongeren kwamen hierop af.
Yawning Man speelde in het begin vaak in de Iron Door tot de lokale overheden dit doorkregen en dit stopte. De band verhuisde hierna met regelmaat naar Edom Hill om hier live hun jams ten gehore te brengen. De Iron Door is tegenwoordig gesloten en Edom Hill is een stortplaats geworden.
Hun muziek had een sterke invloed op John Garcia, Josh Homme en Brant Bjork (die later de legendarische stoner rock band Kyuss vormden). Hernández speelde op het laatste album van Kyuss ...And the Circus Leaves Town. Op dit album staat een cover van het nummer "Catamaran" van Yawning Man.
In de periode tot en met 2005 zijn er 30 à 40 nummers opgenomen die pas na 2005 werden uitgegeven.
Brant Bjork zei in 2002 het volgende over de band:
Yawning Man was the sickest desert band of all time. You’d just be up there in the desert, everybody’d just be hanging, partying. And they’d show up in their van and just, mellow, drag out their shit and set up right about the time the sun was goin’ down, set up the generators, sometimes they’d just go up there and drink beers and barbecue. Sometimes it would be a scene; sometimes it would be very intimate. It was very casual and loose and everybody would like, while they’re playing, everyone would just lounge around. They were kinda like a house band. It wasn’t militant like Black Flag. It was very drugged, very stone-y, it was very mystical. Everyone’s just tripping, and they’re just playing away, for hours. Oh, they’re the GREATEST band I’ve ever seen. - Brant Bjork (2002)
Vertaling:
Yawning Man was de beste woestijn band aller tijden. Je moest enkel in de woestijn zijn, iedereen kwam bij elkaar. Tijdens deze momenten kwam de band rond zonsondergang naar deze plekken om rustig hun instrumenten en generator klaar te zetten en te spelen. Soms kwam de band om bier te drinken en te barbecueën, soms werd het een groot feest en soms was het erg intiem. De sfeer was altijd goed en ontspannen. Iedereen was aan het relaxen. Ze waren een soort van huis band. Het was geen strijdlustige band zoals Black Flag. Het was drugs gerelateerd, stoner en muzikaal. Ze speelden uren achter elkaar. Ze zijn de BESTE band die ik ooit gezien heb. - Brant Bjork (2002)
De bandnaam is afgeleid van een personage uit het sprookje klein duimpje. In Engeland/Verenigde Staten heet hij Tom Thumb. In de film die M.G.M.-studio's uitbracht zit het personage Yawning Man.

## The Sort of Quartet
Yawning Mans muziek begon te muteren in vreemde loops met een bijna donker jazz- en punkgeluid (bebop). De naam van de band paste niet meer bij de muziek. De band veranderde de naam naar The Sort of Quartet. De band zag Frank Zappa, Eric Dolphy, Miles Davis, Black Flag en de Zuid-Amerikaanse ritmes als voorbeeld.
Lalli gaf in 2002 aan dat veel vrienden en bekende naar de live optredens van Kyuss ging kijken in de woestijn, maar dat hij meer interesse had in jazz (Thelonious Monk en Eric Dolphy)
In 1995 werd het album Planet Mamon uitgebracht, in 1996 Bombas de Amor en Kiss Me Twice I'm Schitzo en in 1999 het laatste album Victim A La Mode. De band ging uit elkaar om met andere projecten te beginnen.
Alfredo Hernández speelde bij de bands Kyuss en Queens of the Stone Age, de Lalli's begonnen de band Fatso Jetson en Gary Arce sloot zich aan bij de band Ten East en begon zijn eigen project Dark Tooth Encounter.
Josh Homme zei over Lalli: "Lalli heeft door de jaren heen met zijn bands voor publiek gespeeld dat wegliep. Dit kwam omdat hij twee jaar voorloopt op de rest. Hij kan hier niks aan doen. Hij is wie hij is samen met zijn neef Larry. De personen die twee jaar geleden wegliepen tijdens hun live optredens zullen nu hun vergissing toegeven. Dat is het bitterzoete aan hun. Ze spelen muziek omdat ze hier van houden, en dat is erg inspirerend".
Mario Lalli gaf in 2002 aan dat "met The Sort of Quartet speelden we op plekken zoals 'the Alligator Lounge' met personen zoals Nels Cline, Joe Baiza en Eugene Chadbourne. In deze scene gaat het vooral om muziek te maken in plaats van carrière en het verkopen van albums. Wanneer je dit accepteert en respecteert, krijgt het respect van de mensen en het verandert je kijk op de muziekindustrie en de muziek in het algemeen".

## 2005-heden
In 2002 begon de band elkaar weer te zien. In 2005 werd onder de originele bandnaam het eerste album, de lp Rock Formations, uitgebracht op het Spaanse label Alone Records. Rock Formations is een verzameling van 10 nummers die zijn opgenomen in eind 2004 en beschreven als "een melancholische mix van akoestische spacerock met elementen van surfmuziek, evenals gitaarstijl uit het Midden-Oosten". Maanden later zou Pot Head, een vier nummers tellende ep, iets donkerder, met een zwaardere toon worden vrijgegeven. In 2006 werd Rock Formations opnieuw uitgebracht met een limited edition-bonus-dvd die is opgenomen in W2 club in Den Bosch (Nederland), op 17 juni 2005, tijdens hun Europese tour.
In 2007 zou Yawning Man een collectie uitbrengen op een dubbel-cd met materiaal die eerder was opgenomen: The Birth of Sol (The Demo Tapes). Het zou een verzameling van 30 oude nummers zijn die eind jaren 80 waren opgenomen met een uitgebreid boekje met informatie over de band en de connectie van de band met de gehele Palm Desert Scene. Deze kwam in 2009 uit. De demo's zijn opgenomen tussen 1986 en 1987. The Birth of Sol (The Demo Tapes) bestaat uit twee delen. Plannen om een dubbel-cd uit te brengen zijn uitgesteld. Voor 2009 is het materiaal van The Birth of Sol Music nooit officieel uitgebracht. Het werd tot 2009 verspreid onder jongeren door het uit te lenen of te kopiëren.
Mario Lalli zingt op de vele nummers die punk geïnspireerd en kort van duur zijn. De punkband Black Flag was een favoriete band van de bandleden. Dit in tegenstelling het latere werk van de band. Het nummer 'Deaf conductor' is later gebruikt in Mario's band Fatso Jetson.
In 2008 werd het album Vista Point uitgegeven de band. Het is een combinatie van de Rock Formations en de EP Pot Head.
In 2010 kwam hun derde album Nomadic Pursuits uit. Op dit album is Mathias Schneeberger op keyboard te horen. Tijdens de Europese tour speelde ze samen met Garcia Plays Kyuss op het 'Stoned from the Underground' festival. Op 23 juni speelde de band in de Koornbeurs in Delft. Op 20 juni speelde de band op het 'Hellfest festival' met bands als Mondo Generator, Garcia Plays Kyuss en Brant Bjork and the Bros. Tijdens dit festival besloten de oud-Kyuss-bandleden Kyuss Lives! te starten wat uiteindelijk Vista Chino werd.
In 2011 had de band een twee weken durende Summer tour in juni met gitarist Gary Arce, bassist Mario Lalli, en de nieuwe drummer Bill Stinson in Europa.
In 2012 voegde Billy Cordell zich bij de band tijdens de tour. De band heeft plannen om een nieuw studioalbum op te nemen.
In 2013 deed de band een tour door Europa (zonder Lalli en Hernández) en speelde ze onder andere op het 'Desertfest festival' met bands als Lowrider, Dozer, Unida en Fatso Jetson. Ook waren er plannen voor een nieuw album: Gravity Is Good For You. Raymond Pettibon zal de cd-hoezen ontwerpen. Ook kwam het splitalbum met Fatso Jetson Yawning Man & Fatso Jetson Split uit en toerden beide bands door Europa.
Op 7 januari 2014 werd er op YouTube een filmpje geplaatst waarin Mario Lalli en Gary Arce te zien zijn met drummer Erik Mouness (3rd Ear Experience) in de Star Lane studio voor het opnemen van hun nieuwe album.
Bill Stinson, Jennifer Irvine en Gary Arce maakten enkele opnames voor het aankomende album in Thunder Underground Recording Studio.

## Bandleden Yawning Man

### Huidige leden
- Gary Arce - gitaar (1986-heden)
- Mario Lalli - basgitaar (1986-heden)
- Alfredo Hernández - drum (1986-heden)

### Oud-leden
- Larry Lalli - gitaar, basgitaar
- Billy Cordell - basgitaar (2005-2012)
- Greg Saenz - drum (2011-2012)
- Bill Stinson - drum (2011)
- Randy Reantaso - percussie (†)
- Jesse Hughes - gitaar
- Mathias Schneeberger - keyboard (2010)

## Bandleden The Sort of Quartet

### Oud-leden
- Larry Lalli - basgitaar, percussie
- Alfredo Hernández - drums
- Mario Lalli - gitaar, zang, percussie
- Gary Arce - gitaar

## Discografie The Sort of Quartet
- (1995) Planet Mamon
- (1996) Bombas de Amor
- (1996) Kiss Me Twice I'm Schitzo
- (1999) Victim A La Mode

## Discografie Yawning Man
- (2005) Rock Formations + DVD 'Live at W2 Den Bosch'
- (2005) Pot Head (ep)
- (2008) Vista Point
- (2009) The Birth Of Sol (The Demo Tapes)
- (2010) Nomadic Pursuits
- (2013) Yawning Man & Fatso Jetson Split
- (2015) Live At Maximum Festival
- (2016) Historical Graffiti
- (2018) The Revolt Against Tired Noises
- (2019) Macedonian Lines